# Simpson County (Mississippi)
Das Simpson County ist ein County im US-Bundesstaat Mississippi. Das U.S. Census Bureau hat bei der Volkszählung 2020 eine Einwohnerzahl von 25.949 ermittelt.
Der Verwaltungssitz (County Seat) ist Mendenhall. Das County gehört zu den Dry Countys, was bedeutet, dass der Verkauf von Alkohol eingeschränkt oder verboten ist.

## Geographie
Das County liegt im mittleren Süden von Mississippi und hat eine Fläche von 1529 Quadratkilometer, wovon fünf Quadratkilometer Wasserfläche sind. Es grenzt an folgende Countys:
| Hinds County    | Rankin County          |                  |
| Copiah County   |                        | Smith County     |
| Lawrence County | Jefferson Davis County | Covington County |

## Geschichte
Simpson County wurde am 23. Januar 1824 aus Teilen des Choctaw-Landes gebildet. Benannt wurde es nach Josiah Simpson, einem Mitglied der Verfassunggebenden Versammlung (Constitutional Convention) von Mississippi.
Zwei Orte im County sind im National Register of Historic Places eingetragen (Stand 3. Februar 2018).

## Demografische Daten

Alterspyramide des Simpson County

Nach der Volkszählung im Jahr 2000 lebten im Simpson County 27.639 Menschen in 10.076 Haushalten und 7.385 Familien. Die Bevölkerungsdichte betrug 18 Personen pro Quadratkilometer. Ethnisch betrachtet setzte sich die Bevölkerung zusammen aus 64,39 Prozent Weißen, 34,31 Prozent Afroamerikanern, 0,12 Prozent amerikanischen Ureinwohnern, 0,14 Prozent Asiaten, 0,01 Prozent Bewohnern aus dem pazifischen Inselraum und 0,47 Prozent aus anderen ethnischen Gruppen; 0,56 Prozent stammten von zwei oder mehr Ethnien ab. 1,15 Prozent der Bevölkerung waren spanischer oder lateinamerikanischer Abstammung, die verschiedenen der genannten Gruppen angehörten.
Von den 10.076 Haushalten hatten 34,8 Prozent Kinder unter 18 Jahren, die mit ihnen lebten. 54,2 Prozent waren verheiratete, zusammenlebende Paare, 14,8 Prozent waren allein erziehende Mütter und 26,7 Prozent waren keine Familien. 24,0 Prozent aller Haushalte waren Singlehaushalte und in 11,1 Prozent lebten Menschen im Alter von 65 Jahren oder darüber. Die durchschnittliche Haushaltsgröße lag bei 2,65 und die durchschnittliche Familiengröße bei 3,14 Personen.
27,9 Prozent der Bevölkerung war unter 18 Jahre alt, 9,4 Prozent zwischen 18 und 24, 27,5 Prozent zwischen 25 und 44, 22,1 Prozent zwischen 45 und 64 Jahre alt und 13,1 Prozent waren 65 Jahre oder älter. Das Durchschnittsalter betrug 35 Jahre. Auf 100 weibliche kamen statistisch 94,4 männliche Personen und auf 100 Frauen im Alter von 18 Jahren oder darüber kamen 90,4 Männer.

Das durchschnittliche Einkommen eines Haushaltes betrug 28.343 USD, das einer Familie 32.797 USD. Männer hatten ein durchschnittliches Einkommen von 27.197 USD, Frauen 20.136 USD. Das Prokopfeinkommen lag bei 13.344 USD. Etwa 17,5 Prozent der Familien und 21,6 Prozent der Bevölkerung lebten unterhalb der Armutsgrenze.

## Städte und Gemeinden
| Citys - Magee - Mendenhall | Towns - D’Lo | Villages - Braxton |

Unincorporated Communitys
- Harrisville
- Pinola
- Weathersby